# プラチカ
株式会社プラチカ（英文社名；PLATICA Inc.）は、東京都港区に本社を置く日本の芸能プロダクション。

## 沿革・概要
- 2008年4月1日 - 株式会社フェイスネットワークが事業拡大のためタレント部・ファッションモデル部を分社化し、「株式会社プラチカ」として東京都港区赤坂6-2-14 レオ赤坂ビル3F-Bに設立。代表取締役に藤田博士（前フェイスネットワーク取締役）が就任。
- 2010年4月1日 - 所属タレントの阿部紗英・小林優美・疋田英美・平松來馬・溝口真央が株式会社バーニングプロダクションへ移籍[1]。
- 2010年8月31日 - 代表取締役であった藤田博士が退社。

### 事務所の所在地変遷
東京都港区赤坂6-2-14 レオ赤坂ビル3F-B → 東京都港区赤坂1-7-19 キャピタル赤坂ビル6F → 東京都港区赤坂2-20-5 赤坂VISIX3F

## 所属タレント
| - 竹内愛 - 有満リャン - 水野夏美 - 今井ひかる - 河野杏美 - 恵都 - 清水里栄 - 下川友子 - 早坂ゆか - 荒木ビビ - 大和啄也 - 久木元かおり - 笑也 | - 松嶋七星 - 太田菜月 - かわいみいな - 美桜菜 - 小林新太 - 市原実紗 - 松田飛龍 - 市川瑠璃 - 石井奈緒 - 北村リエ - 山井あみ - 中村暁翔 - 守木裕香 |

## かつて所属していたタレント
| - 相沢みか - 阿部紗英 - Alina - 大瀧龍希 - 大多和良輔 - 大塚れな - 大橋律 - KEWEN - 片桐セツ - 川瀬まりあ - 川瀬南 - 木内あきら - KIERA - 工藤菜緒（別名：茨木菜緒） - 黒田真友香 - 小林優美 - さとう珠緒 - 城崎里奈 - 勝呂玲羅 - セイン・カミュ - 竹下莉香 - 田澤美亜 - 田中いおな - 谷和憲 - 千景（別名：三苫千景） | - 戸島花 - 中西里菜 - 中村麻里恵 - 新倉有沙 - 疋田英美 - 平松來馬 - 廣岡まりあ - フィフィ - 藤永留歌 - 星野広樹 - ボビー・オロゴン - 堀井沙織 - 松本美和 - 溝口真央 - 宮内加菜恵 - 宮本理沙 - 山川敦子 - 山口美羽 - 山崎野々華 - 山田みずき - 吉識優（別名：美奈月ゆう） - 吉乃利奈 - RIKACO - ロペス貴子（別名：白根アリアンヌ） - 渡辺奈緒美 |

## 関連会社
- フェイスネットワーク
- 株式会社アオラン
- アートコレクションハウス株式会社
- アイプロダクション
- 株式会社ベネレ
- 有限会社ジェイエススタイルカンパニー
- 株式会社エー・シー・エス[3]
- 日京速通株式会社[3]